# سخنگوی وزارت امور خارجه (ایران)
سخنگوی وزارت امور خارجه یک مقام رسمی است که وظیفه اصلی وی فعالیت به عنوان سخنگو برای وزارت امور خارجه است. تا سال ۱۳۹۰، مسئولیت ارتباط با رسانه‌ها جزو وظیفه‌های یکی از بخش‌های مستقل وزارت‌خانه به نام «اداره‌کل اطلاعات و ‌مطبوعات» بود با این حال یک جایگاه تثبیت‌شده در وزارت‌خانه برای سخنگویی وجود نداشت و شخص سخنگو به عنوان مشاور وزیر یا دستیار ویژهٔ وزیر منصوب می‌شد. در شهریور ۱۳۹۰، مسئولیت سخنگویی دارای ساختار مشخص شد و جایگاه حقوقی رئیس مرکز دیپلماسی عمومی و رسانه‌ای وزارت امور خارجه به عنوان سخنگو تعیین شد.

## ساختار اداری
مسئولیت سخنگویی از دههٔ ۱۳۴۰ با اداره‌کل اطلاعات و مطبوعات وزارت امور خارجه بود. این اداره‌کل مسئول رسیدگی به فعالیت‌های حوزهٔ رسانه‌ها بود و فعالیت خاصی در دیپلماسی عمومی نداشت. همین مسئله باعث ایجاد یک ساختار جدید به نام «اداره‌کل
+ دیپلماسی عمومی» در مرداد ۱۳۹۰ شد و این دو اداره‌کل زیرنظر مرکز دیپلماسی عمومی و رسانه‌ای، در سطح معاونت وزیر، به فعالیت خود ادامه دادند. اداره‌کل‌های فوق در تغییرات ساختاری که از ابتدای بهمن ۱۳۹۶ اعمال شد، تبدیل به معاونت‌های مرکز شدند. همچنین معاونت امور سخنگویی با چهار اداره به ساختار مرکز اضافه شد تا در کنار معاونت‌های دیپلماسی رسانه‌ای و دیپلماسی عمومی، سومین معاونت مرکز را تشکیل دهد. به این ترتیب مرکز دیپلماسی عمومی و رسانه‌ای صاحب دوازده اداره در زیرمجموعهٔ خود شد. رئیس مرکز دیپلماسی عمومی و رسانه‌ای، سخنگوی وزارت امور خارجه است.

## پیشینه
پیش از انقلاب ۱۳۵۷، مدیرکل اطلاعات و ‌مطبوعات وزارت امور خارجه، سخنگوی رسمی وزارت‌خانه بود که با دعوت از روزنامه‌نگاران به طور جمعی یا اختصاصی مطالب مورد نظر و اخبار وزارت‌خانه از انتصابات تا مسائل سیاسی خاص را در اختیار آن‌ها می‌گذاشت. این اداره دارای یک نشریهٔ هفتگی نیز بود که رابط وزارت با رسانه‌ها بود. در دههٔ ۱۳۴۰ که اردشیر زاهدی وزیر امور خارجه شد، پرویز عدل مدتی به عنوان مدیرکل اطلاعات و مطبوعات و نیز سخنگوی وزارت‌خانه فعالیت داشت. او در سال ۱۳۵۵ دوباره به سمت‌های مذکور منصوب شد. پرویز عدل در مرداد ۱۳۵۷ به عنوان سفیر ایران در برزیل شد و محمد پورسرتیپ سفیر ایران در سوریه که مأموریتش به اتمام رسیده و به ایران بازگشته بود، به سخنگویی رسید. مسئولیت پورسرتیپ تا خرداد ۱۳۵۸ ادامه داشت. پس از او، ابراهیم یزدی وزیر امور خارجه، ابراهیم مکلا را به سخنگویی تعیین کرد. آخرین مسئولیت مکلا پیش از انقلاب، سرکنسول ایران در ارزروم بود.

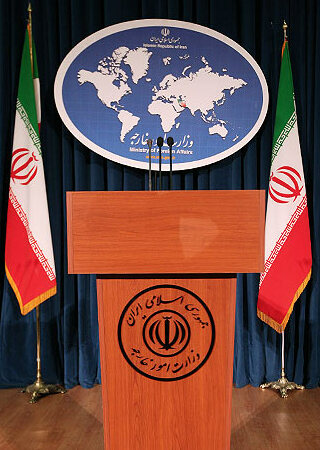
نشست‌های خبری از دههٔ ۱۳۷۰ آغاز شد.

بعد از استعفای دولت موقت، سید محمدباقر نصیرالسادات سلامی مدیر وقت روابط بین‌الملل سازمان صدا و سیما، همراه با صادق قطب‌زاده به وزارت امور خارجه آمد و به عنوان سخنگو مشغول به کار شد. نصیرالسادات سلامی پس از مدتی، سفیر ایران در ایتالیا شد. از محمود هاشمی رفسنجانی، برادر اکبر هاشمی رفسنجانی رئیس وقت مجلس شورای اسلامی، مصاحبه‌ای به عنوان سخنگوی وزارت امور خارجه موجود است.: 169  هاشمی رئیس ادارهٔ سوم سیاسی یا به گفتهٔ خودش، رئیس ادارهٔ دوم سیاسی بود. او در دو سال نخست پس از انقلاب، فرماندار قم بود و از سال ۱۳۵۹ به وزارت امور خارجه منتقل شد. رضا علوی طباطبائی سخنگوی بعدی وزارت امور خارجه بود. وی با سمت رئیس ادارهٔ روابط عمومی،: ۱۳۶  در اعلام مواضع وزارت امور خارجه دربارهٔ مسائل مختلف، فعال بود. علوی طباطبائی در سال ۱۳۶۱ مدیرکل تشریفات وزارت امور خارجه شد: ۱۴۰  و وظیفهٔ سخنگویی به مرتضی سرمدی محول شد. سمت رسمی سرمدی، مدیرکل روابط عمومی بود.: ۱۴۰ 
در روایت رسمی رسانه‌های ایران، از مرتضی سرمدی به عنوان نخستین سخنگوی وزارت امور خارجه نام برده شده و به گفتهٔ ایران‌وایر،  دوران پیش از آن حذف شده‌است. سرمدی در شهریور ۱۳۶۸، معاون ارتباطات وزیر امور خارجه شد و با حفظ سمت، حکم سخنگویی نیز دریافت کرد. اگرچه مرتضی سرمدی مصاحبه‌هایی به عنوان سخنگوی وزارت امور خارجه موجود است با این حال، فعالیت جدی و مستمر سخنگویی نداشت. وزارت امور خارجه برای طرح کردن موضوعات مختلف، از سردبیران رسانه‌ها به‌طور موردی برای همکاری دعوت می‌کرد و معمولاً بیانیه‌های وزارت‌خانه «به‌نقل از یک سخنگو» منتشر می‌شدند.: ۲۲۷  محمدحسن قدیری ابیانه مدیرکل اطلاعات و مطبوعات در اواخر دههٔ ۱۳۶۰ بود که برخلاف پیشینیان خود، فعالیت رسانه‌ای به عنوان سخنگو نداشت. او سفیر ایران در استرالیا شد و جای خود را به ناصر نوبری سفیر سابق ایران در شوروی داد. قدیری ابیانه در سال‌های بعد، دوباره به فعالیت‌های رسانه‌ای بازگشت و معاون سخنگوی دولت شد.

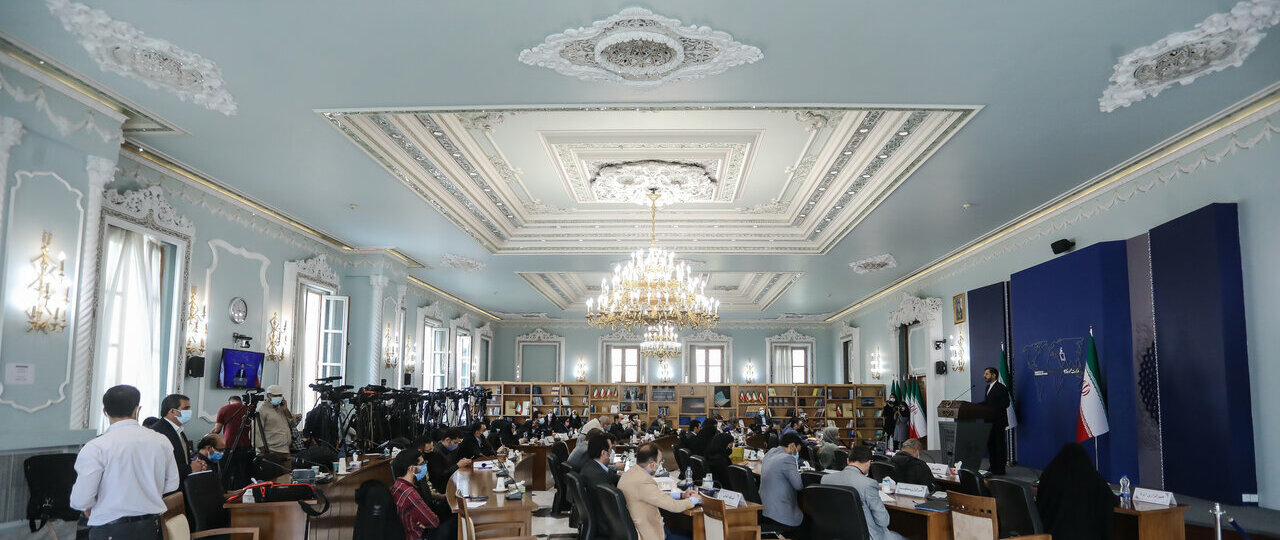
سالن برگزاری نشست‌های خبری در ساختمان هشت شرقی.

ناصر نوبری همزمان با مدیرکلی اطلاعات و مطبوعات، مدیرکل روابط عمومی و انتشارات نیز بود. او بخش سخنگویی وزارت‌خانه را طراحی و راه‌اندازی کرد ولی تصمیم گرفت فقط مدیر بخش سخنگویی بوده و یکی از معاونان خود را به عنوان سخنگو معرفی کند. محمود محمدی از اوایل سال ۱۳۷۲ به عنوان «یک عضو بخش سخنگویی» یا به عنوان سخنگو، با رسانه‌ها ارتباط داشت. همچنان در اخبار این دورهٔ زمانی، از سرمدی به عنوان سخنگو نام برده شده‌است. پس از دوران پنج سالهٔ مدیریت نوبری در بخش سخنگویی، حمیدرضا آصفی سخنگوی جدید و مدیرکل اطلاعات و مطبوعات شد. در دوران سخنگویی او، رابطهٔ فعالانه‌تری با رسانه‌ها شکل گرفت و نشست‌های خبری با حضور خبرنگاران به صورت غیرزنده آغاز شد.: ۲۲۷ 

## فهرست
| ر.          | نام                                     | نگاره               | آغاز تصدی      | پایان تصدی      | دولت             | وزیر             | رئیس دولت      | م.          |
| دوران پهلوی | دوران پهلوی                             | دوران پهلوی         | دوران پهلوی    | دوران پهلوی     | دوران پهلوی      | دوران پهلوی      | دوران پهلوی    | دوران پهلوی |
| ----------- | --------------------------------------- | ------------------- | -------------- | --------------- | ---------------- | ---------------- | -------------- | ----------- |
| ۱           | پرویز عدل (۱۳۹۵–۱۳۰۲)                   |                     | ۱۳۴۶           | شهریور ۱۳۴۸     | هویدا ۱          | زاهدی            | هویدا          | : ۴۰۱       |
| ۱           | پرویز عدل (۱۳۹۵–۱۳۰۲)                   | هویدا ۲             | ۱۳۴۶           | شهریور ۱۳۴۸     |                  | زاهدی            | هویدا          | : ۴۰۱       |
| ۲           | محمود صالحی (؟–؟)                       |                     | شهریور ۱۳۴۸    | ۲۱ دی ۱۳۵۱      | .                | زاهدی            | هویدا          |             |
| ۲           | محمود صالحی (؟–؟)                       | هویدا ۳             | شهریور ۱۳۴۸    | ۲۱ دی ۱۳۵۱      | خلعتبری          | [ ۳۳ ]           | هویدا          |             |
| ۳           | علیرضا هروی (۱۳۶۵–۱۲۹۷)                 | هویدا ۳             |                | ۸ اسفند ۱۳۵۱    | خلعتبری          | ۴ آبان ۱۳۵۴      | هویدا          | [ ۳۴ ]      |
| (۲)         | محمود صالحی (؟–؟)                       |                     | ۴ آبان ۱۳۵۴    | ۱۷ آبان ۱۳۵۵    | خلعتبری          | هویدا ۴          | هویدا          | [ ۳۵ ]      |
| (۱)         | پرویز عدل (۱۳۹۵–۱۳۰۲)                   |                     | ۱۷ آبان ۱۳۵۵   | ۱۹ مرداد ۱۳۵۷   | خلعتبری          | هویدا ۴          | هویدا          | [ ۳۶ ]      |
| (۱)         | پرویز عدل (۱۳۹۵–۱۳۰۲)                   | آموزگار             | ۱۷ آبان ۱۳۵۵   | ۱۹ مرداد ۱۳۵۷   | خلعتبری          | آموزگار          | [ ۳۷ ]         |             |
| ۴           | محمد پورسرتیپ (۱۳۸۵–۱۲۹۷)               | آموزگار             |                | ۱۹ مرداد ۱۳۵۷   | خلعتبری          | آموزگار          | ۲۲ بهمن ۱۳۵۷   | .           |
| ۴           | محمد پورسرتیپ (۱۳۸۵–۱۲۹۷)               | شریف‌امامی ۳         | افشار          | ۱۹ مرداد ۱۳۵۷   | شریف‌امامی        | .                | ۲۲ بهمن ۱۳۵۷   |             |
| ۴           | محمد پورسرتیپ (۱۳۸۵–۱۲۹۷)               | ازهاری              | افشار          | ۱۹ مرداد ۱۳۵۷   | ازهاری           | .                | ۲۲ بهمن ۱۳۵۷   |             |
| ۴           | محمد پورسرتیپ (۱۳۸۵–۱۲۹۷)               | بختیار              | میرفندرسکی     | ۱۹ مرداد ۱۳۵۷   | بختیار           | .                | ۲۲ بهمن ۱۳۵۷   |             |
| ۴           | محمد پورسرتیپ (۱۳۸۵–۱۲۹۷)               | دوران جمهوری اسلامی |                |                 |                  |                  |                |             |
| ۴           | محمد پورسرتیپ (۱۳۸۵–۱۲۹۷)               | ۲۲ بهمن ۱۳۵۷        | ۱۳۵۸           | موقت            | سنجابی           | بازرگان          | [ ۹ ]          |             |
| ۵           | ابراهیم مکلا (۱۳۹۶–۱۳۱۸)                |                     | ۱۳۵۸           | موقت            | آذر ۱۳۵۸         | بازرگان          | یزدی           | [ ۳۸ ]      |
| ۵           | ابراهیم مکلا (۱۳۹۶–۱۳۱۸)                | موقت شورای انقلاب   | ۱۳۵۸           | بنی‌صدر          | آذر ۱۳۵۸         | بهشتی            | [ ۳۹ ]         |             |
| ۶           | سید محمدباقر نصیرالسادات سلامی (۱۳۹۹–؟) | موقت شورای انقلاب   |                | آذر ۱۳۵۸        | شهریور ۱۳۵۹      | بهشتی            | قطب‌زاده        | [ ۴۰ ]      |
| ۶           | سید محمدباقر نصیرالسادات سلامی (۱۳۹۹–؟) | موقت شورای انقلاب   | بنی‌صدر         | آذر ۱۳۵۸        | شهریور ۱۳۵۹      | [ ۴۱ ]           | قطب‌زاده        |             |
| –           | محمود هاشمی رفسنجانی (زادهٔ ۱۳۲۰)        |                     | شهریور ۱۳۵۹    | زمستان ۱۳۵۹     | نخست             | خداپناهی         | رجایی          | : 169       |
| ۷           | رضا علوی طباطبائی (؟–؟)                 |                     | زمستان ۱۳۵۹    | آذر ۱۳۶۱        | نخست             | رجایی            | رجایی          | .           |
| ۷           | رضا علوی طباطبائی (؟–؟)                 | موسوی               | زمستان ۱۳۵۹    | آذر ۱۳۶۱        | نخست             | [ ۴۲ ]           | رجایی          |             |
| ۷           | رضا علوی طباطبائی (؟–؟)                 | موسوی               | زمستان ۱۳۵۹    | آذر ۱۳۶۱        | دوم              | باهنر            | .              |             |
| ۷           | رضا علوی طباطبائی (؟–؟)                 | موسوی               | زمستان ۱۳۵۹    | آذر ۱۳۶۱        | موقت             | مهدوی کنی        | .              |             |
| ۷           | رضا علوی طباطبائی (؟–؟)                 | سوم                 | زمستان ۱۳۵۹    | آذر ۱۳۶۱        | ولایتی           | موسوی            | [ ۴۳ ] [ ۴۴ ]  |             |
| ۸           | مرتضی سرمدی (زادهٔ ۱۳۳۳)                 | سوم                 |                | آذر ۱۳۶۱        | ولایتی           | موسوی            | . ۱۳۷۱         | [ ۴۵ ]      |
| ۸           | مرتضی سرمدی (زادهٔ ۱۳۳۳)                 | چهارم               | [ ۴۶ ]         | آذر ۱۳۶۱        | ولایتی           | موسوی            | . ۱۳۷۱         |             |
| ۸           | مرتضی سرمدی (زادهٔ ۱۳۳۳)                 | پنجم                | رفسنجانی       | آذر ۱۳۶۱        | ولایتی           | [ ۲۱ ]           | . ۱۳۷۱         |             |
| ۹           | محمود محمدی (زادهٔ ۱۳۳۲)                 | پنجم                | رفسنجانی       |                 | ولایتی           | . ۱۳۷۱           | ۲۵ آبان ۱۳۷۷   | .           |
| ۹           | محمود محمدی (زادهٔ ۱۳۳۲)                 | ششم                 | رفسنجانی       | [ ۴۷ ]          | ولایتی           | . ۱۳۷۱           | ۲۵ آبان ۱۳۷۷   |             |
| ۹           | محمود محمدی (زادهٔ ۱۳۳۲)                 | هفتم                | خرازی          | خاتمی           | [ ۴۸ ]           | . ۱۳۷۱           | ۲۵ آبان ۱۳۷۷   |             |
| ۱۰          | حمیدرضا آصفی (زادهٔ ۱۳۳۱)                | هفتم                | خرازی          | خاتمی           |                  | ۲۵ آبان ۱۳۷۷     | ۱۹ شهریور ۱۳۸۵ | [ ۴۹ ]      |
| ۱۰          | حمیدرضا آصفی (زادهٔ ۱۳۳۱)                | هشتم                | خرازی          | خاتمی           | .                | ۲۵ آبان ۱۳۷۷     | ۱۹ شهریور ۱۳۸۵ |             |
| ۱۰          | حمیدرضا آصفی (زادهٔ ۱۳۳۱)                | نهم                 | متکی           | احمدی‌نژاد       | .                | ۲۵ آبان ۱۳۷۷     | ۱۹ شهریور ۱۳۸۵ |             |
| ۱۱          | سید محمدعلی حسینی (زادهٔ ۱۳۴۰)           | نهم                 | متکی           | احمدی‌نژاد       |                  | ۱۹ شهریور ۱۳۸۵   | ۳۱ تیر ۱۳۸۷    | [ ۵۰ ]      |
| ۱۲          | حسن قشقاوی (زادهٔ ۱۳۳۶)                  | نهم                 | متکی           | احمدی‌نژاد       |                  | ۳۱ تیر ۱۳۸۷      | ۹ آبان ۱۳۸۸    | [ ۵۱ ]      |
| ۱۳          | رامین مهمان‌پرست (زادهٔ ۱۳۳۹)             |                     | متکی           | احمدی‌نژاد       | ۹ آبان ۱۳۸۸      | ۲۱ اردیبهشت ۱۳۹۲ | دهم            | [ ۵۲ ]      |
| ۱۳          | رامین مهمان‌پرست (زادهٔ ۱۳۳۹)             | صالحی               | [ ۶ ]          | احمدی‌نژاد       | ۹ آبان ۱۳۸۸      | ۲۱ اردیبهشت ۱۳۹۲ | دهم            |             |
| –           | سید عباس عراقچی (زادهٔ ۱۳۴۱)             | صالحی               |                | احمدی‌نژاد       | ۲۱ اردیبهشت ۱۳۹۲ | ۶ شهریور ۱۳۹۲    | دهم            | [ ۵۳ ]      |
| ۱۴          | مرضیه افخم (زادهٔ ۱۳۴۱)                  |                     | ۶ شهریور ۱۳۹۲  | ۶ آبان ۱۳۹۴     | یازدهم           | ظریف             | روحانی         | [ ۵۴ ]      |
| ۱۵          | حسین جابری انصاری (زادهٔ ۱۳۴۸)           |                     | ۶ آبان ۱۳۹۴    | ۱۳۹۵            | یازدهم           | ظریف             | روحانی         | [ ۵۵ ]      |
| ۱۶          | بهرام قاسمی (زادهٔ ۱۳۳۵)                 |                     | ۱۳۹۵           | ۲۴ فروردین ۱۳۹۸ | یازدهم           | ظریف             | روحانی         | [ ۵۶ ]      |
| ۱۶          | بهرام قاسمی (زادهٔ ۱۳۳۵)                 | دوازدهم             | ۱۳۹۵           | ۲۴ فروردین ۱۳۹۸ | .                | ظریف             | روحانی         |             |
| ۱۷          | سید عباس موسوی (زادهٔ ۱۳۵۰)              | دوازدهم             |                | ۲۴ فروردین ۱۳۹۸ | ۲۶ مرداد ۱۳۹۹    | ظریف             | روحانی         | [ ۵۷ ]      |
| ۱۸          | سعید خطیب‌زاده (زادهٔ ۱۳۵۸)               | دوازدهم             |                | ۲۶ مرداد ۱۳۹۹   | ۶ تیر ۱۴۰۱       | ظریف             | روحانی         | [ ۵۸ ]      |
| ۱۸          | سعید خطیب‌زاده (زادهٔ ۱۳۵۸)               | سیزدهم              | امیرعبداللهیان | ۲۶ مرداد ۱۳۹۹   | ۶ تیر ۱۴۰۱       | رئیسی            | .              |             |
| ۱۹          | ناصر کنعانی (زادهٔ ۱۳۴۹)                 | سیزدهم              | امیرعبداللهیان |                 | ۶ تیر ۱۴۰۱       | رئیسی            | ۱۱ مهر ۱۴۰۳    | [ ۵۹ ]      |
| ۱۹          | ناصر کنعانی (زادهٔ ۱۳۴۹)                 | سیزدهم              | باقری          | مخبر            | ۶ تیر ۱۴۰۱       | .                | ۱۱ مهر ۱۴۰۳    |             |
| ۲۰          | اسماعیل بقایی (زادهٔ ۱۳۵۴)               |                     | ۱۱ مهر ۱۴۰۳    | در حال تصدی     | چهاردهم          | عراقچی           | پزشکیان        | [ ۶۰ ]      |